# Vera Baboun
Vera George Ghattas Baboun (arabo:فيرا جورج غطاس بابون; Betlemme, 6 ottobre 1964) è una politica e diplomatica palestinese, prima donna ad essere sindaco di Betlemme dal 2012 al 2017 e dal 2022 ambasciatrice della Palestina in Cile.
In precedenza è stata preside della scuola superiore cattolica romana di Beit Sahour (2010-2012) e docente di letteratura inglese all'Università di Betlemme (1990-2010). È una cristiana palestinese.

## Biografia
Nata a Betlemme nell'ottobre 1964, Vera Baboun ha un master in letteratura afroamericana. Prima della sua elezione a sindaco, è diventata preside della scuola superiore cattolica romana di Beit Sahour e docente di letteratura inglese all'Università di Betlemme. Inoltre, è presidente del Consiglio di amministrazione del Centro di orientamento e formazione per la famiglia e i bambini e ricercatrice di studi di genere nella rete GRACE (Gender Research in Africa and the Middle East into ICTs for Empowerment) che esamina il ruolo della tecnologia informatica nell'emancipazione delle donne nel mondo arabo.

## Carriera politica

### Elezioni 2012 a Betlemme
Baboun guidò il blocco Indipendenza e Sviluppo,  composto da 12 musulmani e cristiani nel movimento Fatah che si battevano per migliorare i servizi e promuovere il potenziale turistico di Betlemme. Il suo blocco fu descritto generalmente come composto da professionisti e tecnocrati da Al-Ghad. Pochi si aspettavano che Baboun vincesse. Si candidò contro noti candidati uomini e contro individui sostenuti da islamisti e palestinesi di sinistra. Entro il 12 ottobre 2012, Fatah era in testa ai sondaggi del centro di ricerca AWRAD con il 49%.   Il suo blocco vinse le elezioni il 20 ottobre 2012 e Baboun fu ufficialmente scelta come sindaco in una sessione a porte chiuse del Consiglio comunale di Betlemme dai nove membri del consiglio del suo blocco che erano stati eletti dal popolo. I suoi avversari ottennero sei seggi nel consiglio.

### Sindaco di Betlemme
Come sindaco, Baboun ha presieduto una città con il più alto tasso di disoccupazione in Cisgiordania. Betlemme ha una demografia in cambiamento, a causa di un afflusso di popolazione cristiana. Ha citato la presenza della barriera israeliana in Cisgiordania come un ostacolo alla crescita, limitando la circolazione di persone, idee e beni. Di Betlemme ha affermato: "Siamo una città strangolata, senza spazio per l'espansione a causa degli insediamenti e del muro".   Sperava di fermare il flusso di emigrazione creando opportunità di lavoro per i giovani. Sperava anche di riguadagnare il sostegno internazionale perso mentre Hamas era al potere.  Baboun ha terminato il suo incarico il 27 aprile 2017. Non ha partecipato alle elezioni locali che si sono svolte a Betlemme e in tutta la Cisgiordania nel maggio 2017.

### Ambasciatrice palestinese in Cile
L'8 dicembre 2022 è stata nominata Ambasciatrice dello Stato di Palestina in Cile.

## Vita privata
È stata sposata con	Hanna (Johnny) Baboun, deceduto il 25 aprile 2007. Cinque i figli.
Il quotidiano tedesco Die Welt l'ha messa in risalto per i suoi occhi verdi e la sua personalità.

## Opere
- 2016 - (con Philippe Demeret), Pour l'amour de Bethléem: ma ville emmurée écrit, Éditions Bayard, Parigi.[16]

## Premi e riconoscimenti
- 2017 - Prix littéraire de l'Œuvre d'Orient on' Pour l'amour de Bethléem, Ma ville emmurée, Bayard, Parigi.[17][18]
- 2016 - Premio Issam M Fares per l'eccellenza dal Middle East Institute di Washington DC, USA.[19]
- 2016 - Premio Internazionale Giovanni Paolo II, XII Edizione Salerno-Italia per la difesa e la promozione della sacralità della vita, in armonia con i principi cristiani, Italia.[20]
- 2016 - Cittadino onorario della città di Quatre Bornes, Mauritius.
- 2016 - Una Stella dell'Arcobaleno - "10 SOLO PER IL MONDO" dalla "Comunità Villa San Francesco" Facen di Pedavena (BL)/ Italia.[21]
- 2016 - Premio Chiara Lubich per la leadership di pace e i suoi valori. Movimento dei Focolari in Italia Associazione Mundo Nuevo, Italia.
- 2015 - Croce con Corona "PRO MERITO MELITENSI" DEL SOVRANO ORDINE DI MALTA dal Principe e Gran Maestro e dal Sovrano dell'Ordine.[22]
- 2015 -  Certificato di nomina come ambasciatore pubblicitario di HWPL da parte di Manhee Lee per gli sforzi di pacificazione
- 2015 - Medaglia di Alta Unicità della Città di Parigi (La médaille Grand Vermeil) consegnata dal sindaco Anne Hidalgo dal consiglio della città di Parigi, Francia.[23][24]
- 2014 - Stella dei Cavalieri d'Italia (Ordine della Stella d'Italia della Presidenza della Repubblica), Italia.[25]
- 2014 - Premio Pompeo Sarnelli in riconoscimento del ruolo svolto a servizio della città di Betlemme e a sostegno dei suoi giovani dall'Associazione Culturale "Mons. Pompeo Sarnelli, Bisceglie", Italia.[26]